# Mah Bengi
Mah Bengi is een bestuurslaag in het regentschap Aceh Tengah van de provincie Atjeh, Indonesië. Mah Bengi telt 311 inwoners (volkstelling 2010).